# Simon Bening

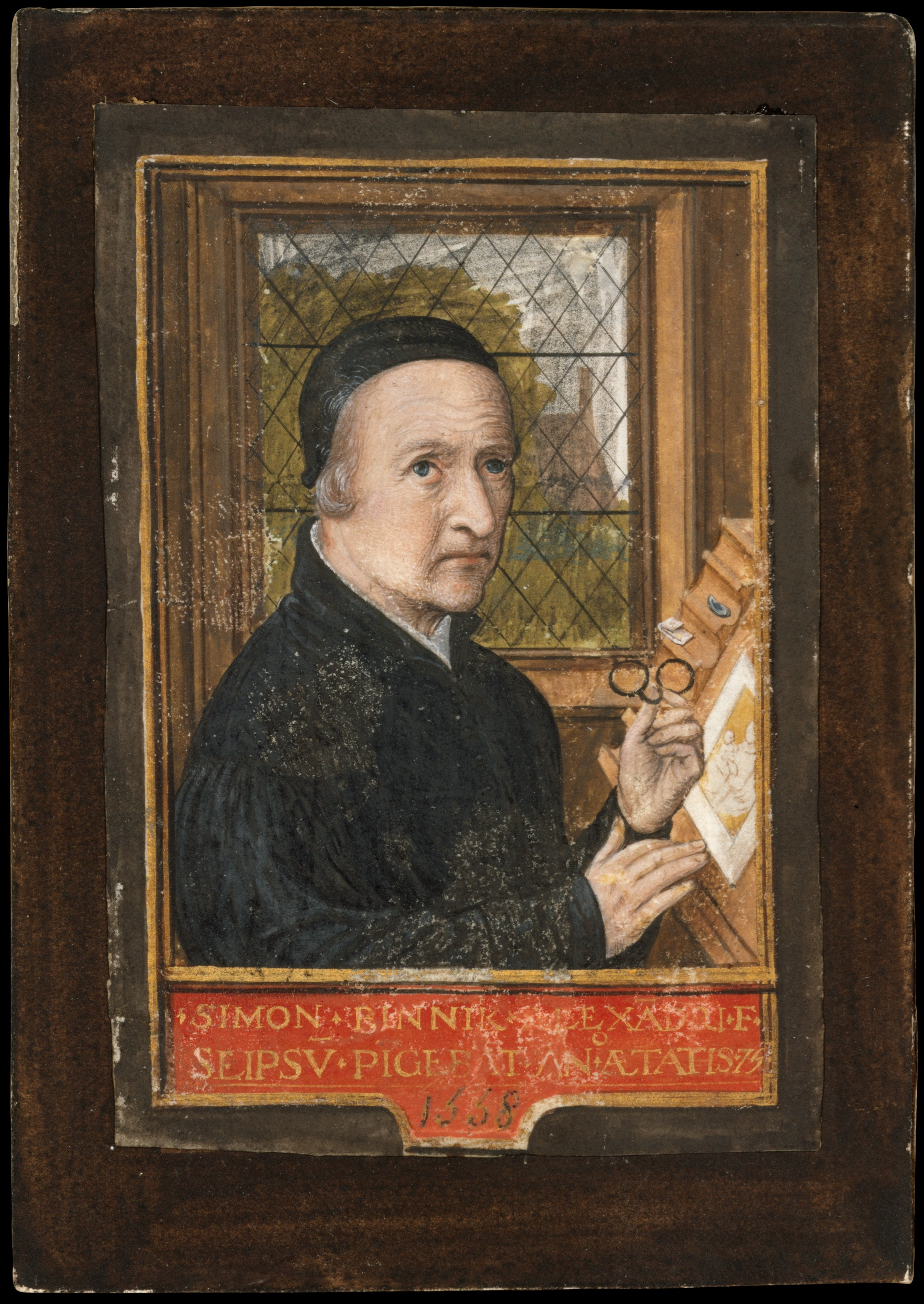
Självporträtt av Simon Bening.

Simon Bening, död 1561, var en flamländsk målare.
Simon Bening tillhörde en känd konstnärsfamilj verksam i slutet av 1400- och början av 1500-talet. Han sysslade främst med miniatyrmåleri. Förutom Simon märks främst hans far Alexander Bening och brodern Poul Bening. Simon Bening var en synnerligen produktiv illuminator och tillskrivs flera berömda bönböcker och andra illustrationsverk. Hans verk representerar övergången mellan gotik och renässans särskilt genom den eleganta blomsterornamentiken i omramningen kring de målade sidorna.